# Палац Уруських-Четвертинських
Пала́ц Уру́ських-Четверти́нських — палац розташований на вул. Краківське передмістя 30 у Варшаві.

## Історія
На місці нинішнього палацу стояв пізньобароковий палац, збудований на рубежі 1730-1740-х років архітектора Яна Зигмунта Дейбеля, який належав краківському каштеляну Станіславу Понятовському, батькові короля Станіслава Августа. Тут Станіслав Август дізнався, що його обрано королем. Палац увічнив Каналетто на картині, на якій зображено Краківське передмістя з боку Нового Свята. Палац кілька разів змінював власників, аж поки у 1843 році не став власністю Северина Уруського, маршалка дворянства Варшавського намісництва, таємного радника та економа цісарського двору. Він хотів побудувати новий палац замість існуючого, тому наказав знести старий.
Він замовив проект у архітектора Анджея Голонського, який надав новому будинку ренесансних рис. Роботи тривали з 1844 по 1847 рік. Двоповерховий головний корпус характеризується двома зовнішніми виступами, які на один поверх підвищують споруду. Над центральною частиною парадного фасаду розміщений великий картуш із зображенням герба Сасів роботи митця Людвіка Кауфмана. Картуш підтримує бик і кінь, а під ним напис: AGES (лат. «будеш діло робити» [і не говоритимеш про це]). У лівому передньому корпусі фасаду до Другої світової війни була проїзна брама, що вела на подвір’я, оточене господарськими будівлями. Передній фасад палацу, симетричний, контрастує з південним фасадом, що виходить на вулицю, що веде до внутрішнього двору Казимирівського палацу, мальовничим і нерегулярним.
Вежа, що у XVII столітті слугувала за водонапірну башту місцевого водогону Тіта Лівія Бураттіні — домінанта. Після смерті Северина Уруського у 1890 р. палац став власністю спочатку його дружини, а потім доньки Марії, жінки священика Володимира Святополка-Четвертинського. У 1893–1895 рр. архітектор Юзеф Гус реконструйовав палац, а на місці колишньої зруйнованої прибудови збудував нову північну прибудову, повернуту на схід. На приземному поверсі нової прибудови були каретні будиночки, а вище – квартири для оренди.
Палац був спалений під час Варшавського повстання. Після війни зруйнованість будівлі оцінювалася приблизно на 50%.
До 1947 року палац перебував у власності родини Четвертинських, після чого став власністю Варшавського університету, ставши частиною його головного кампусу. У 1948–1951 роках за проєктом Яна Домбровського його було перебудовано у зміненому вигляді (зокрема без воріт у північній частині фасаду). Нині тут розташований факультет географії та краєзнавства. Раніше, з моменту заснування в 1953 році до 1997 року, у будівлі також розміщувався Інститут географії та просторового розвитку та бібліотека ім. Станіслава Лещицького Польської академії наук (IGiPZ PAN). Бібліотека у 1979 році отримала статус Центральної бібліотеки географії та охорони навколишнього середовища. У 1997 році з переїздом із палацу ІГіПЗ ПАН на вул. Twarda 51/55 була також перенесена бібліотека, і водночас від неї відокремлено книгозбірні WGiSR UW, що залишилися в палаці.

## Галерея

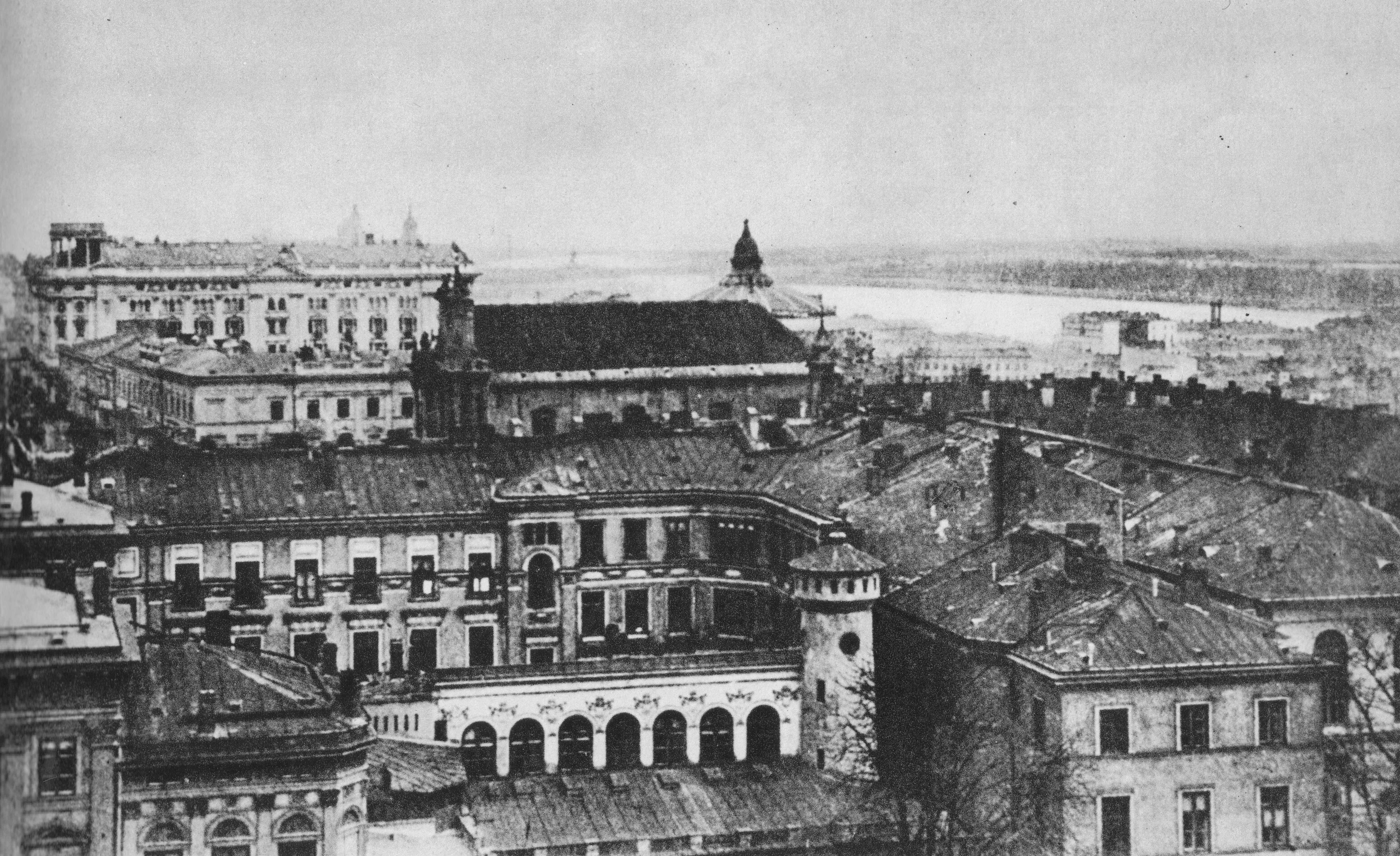
Палацовий комплекс до 1939 року, на подвір'ї видно характерну вежичку.
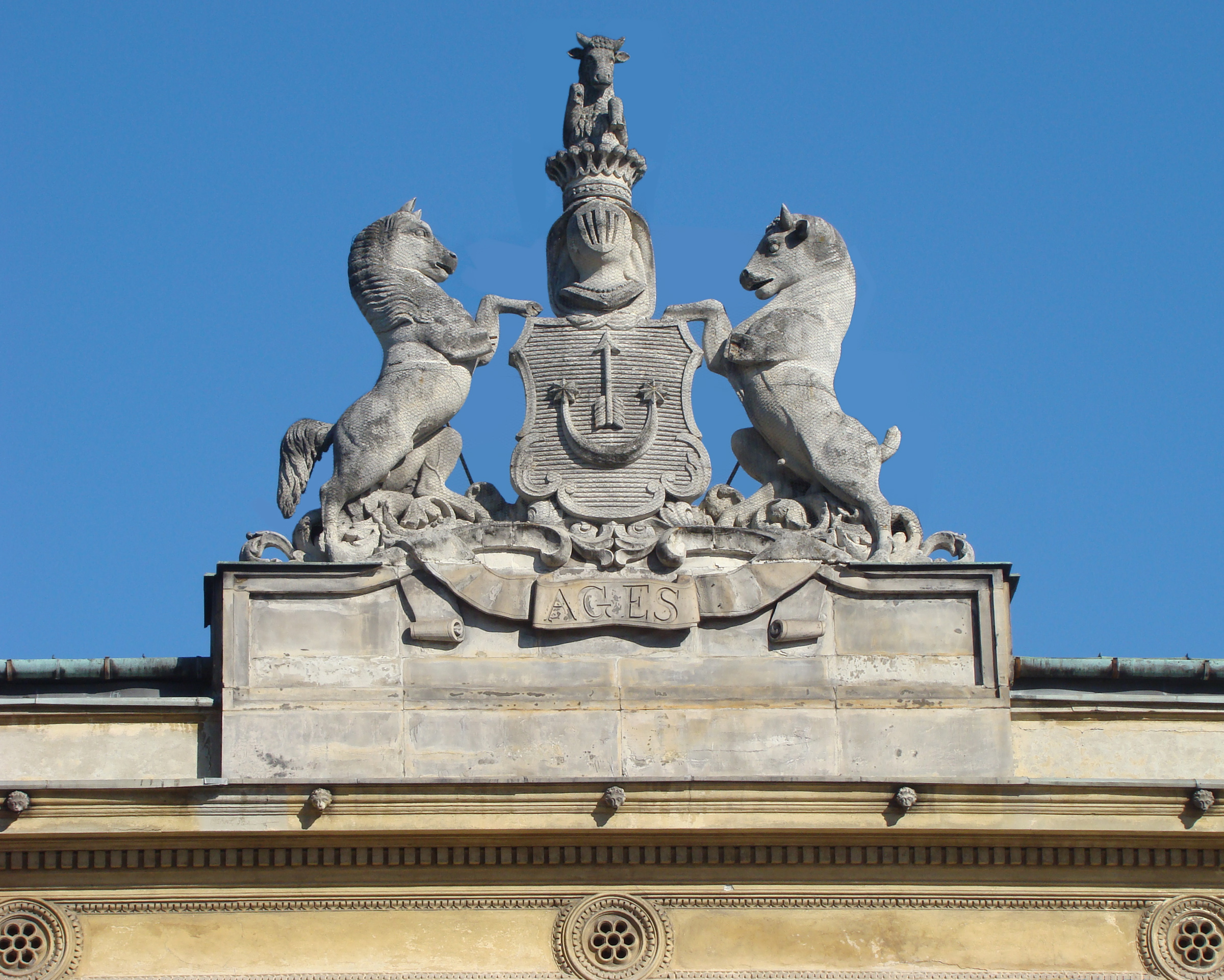
Картуш із гербом Сас.
Пам’ятна дошка на стіні палацу на честь студентів, які вимагали свободи слова в березні 1968.